# Eu (Seine-Maritime)
Eu je francouzská obec v departementu Seine-Maritime v regionu Normandie. V roce 2009 zde žilo 7 426 obyvatel. Je centrem kantonu Eu.

## Partnerská města
- Ålesund, Norsko, 1996
- Bad Lauchstädt, Sasko-Anhaltsko, Německo, 1998
- Haan, Severní Porýní-Vestfálsko, Německo, 1966
- Zouk Mikael, Libanon, 2003